# Capitale du crime Radio
Albums de La Fouine
XXI
(2021) État des lieux
(2025)
Capitale du Crime Radio est la neuvième mixtape du rappeur français La Fouine et le sixième volet de la série de mixtapes Capitale du Crime (CDC). Sorti le 22 novembre 2024, elle comporte comme à l'habitude des CDC, des collaborations.

## Présentation
La mixtape CDC Radio sort dans un contexte de retour sur le devant de la scène de La Fouine, cela à la suite d'une performance surprise lors de la deuxième cérémonie des Flammes ainsi que l'annonce d'un Bercy pour 2025. Cette mixtape fait participer des artistes divers de la musique rap en France dont des acteurs comme Leto, Koba LaD, La Fève, Youssoupha, Dinos, Zkr, ElGrandeToto, Doums, S.Pri Noir ou encore le rappeur américain Bay Swag. Les deux premiers extraits dévoilés sont Gangsta et célèbre ainsi que Sierra Leone,.

## Liste des pistes
| Édition standard | Édition standard                                | Édition standard | Édition standard | Édition standard | Édition standard | Édition standard | Édition standard | Édition standard | Édition standard |
| No               | Titre                                           | Durée            |                  |                  |                  |                  |                  |                  |                  |
| ---------------- | ----------------------------------------------- | ---------------- | ---------------- | ---------------- | ---------------- | ---------------- | ---------------- | ---------------- | ---------------- |
| 1.               | Intro - CDCR                                    | 1:36             |                  |                  |                  |                  |                  |                  |                  |
| 2.               | 300 (feat. RK)                                  | 2:34             |                  |                  |                  |                  |                  |                  |                  |
| 3.               | Gangsta et célèbre (feat. Leto)                 | 2:28             |                  |                  |                  |                  |                  |                  |                  |
| 4.               | Sierra Leone (feat. ZKR)                        | 2:39             |                  |                  |                  |                  |                  |                  |                  |
| 5.               | En rapide (feat. Franglish)                     | 2:34             |                  |                  |                  |                  |                  |                  |                  |
| 6.               | Seleção (feat. L2B)                             | 2:56             |                  |                  |                  |                  |                  |                  |                  |
| 7.               | U Can't See Me (feat. Koba LaD)                 | 3:01             |                  |                  |                  |                  |                  |                  |                  |
| 8.               | Briller (feat. Genezio)                         | 3:05             |                  |                  |                  |                  |                  |                  |                  |
| 9.               | Ne me quitte pas (feat. Dinos)                  | 2:54             |                  |                  |                  |                  |                  |                  |                  |
| 10.              | Freestyle CDC (feat. Bushi)                     | 2:03             |                  |                  |                  |                  |                  |                  |                  |
| 11.              | Éolienne (feat. La Fève)                        | 2:16             |                  |                  |                  |                  |                  |                  |                  |
| 12.              | Ferrari blanche (feat. Malo)                    | 2:38             |                  |                  |                  |                  |                  |                  |                  |
| 13.              | Kendrick (feat. Youssoupha)                     | 2:41             |                  |                  |                  |                  |                  |                  |                  |
| 14.              | Idalgo (feat. Mougli & ISK)                     | 3:41             |                  |                  |                  |                  |                  |                  |                  |
| 15.              | Désert (feat. ElGrandeToto)                     | 3:06             |                  |                  |                  |                  |                  |                  |                  |
| 16.              | Elle signe (feat. S.Pri Noir, Bay Swag & Doums) | 3:40             |                  |                  |                  |                  |                  |                  |                  |
| 17.              | Location (feat. Lossa & KLN)                    | 3:06             |                  |                  |                  |                  |                  |                  |                  |
| 18.              | Bissap (feat. Jey Brownie & Genezio)            | 3:16             |                  |                  |                  |                  |                  |                  |                  |
| 19.              | Outro                                           | 1:49             |                  |                  |                  |                  |                  |                  |                  |
| 52:03            |                                                 |                  |                  |                  |                  |                  |                  |                  |                  |

| Réédition | Réédition                         | Réédition | Réédition | Réédition | Réédition | Réédition | Réédition | Réédition | Réédition |
| No        | Titre                             | Durée     |           |           |           |           |           |           |           |
| --------- | --------------------------------- | --------- | --------- | --------- | --------- | --------- | --------- | --------- | --------- |
| 1.        | Impala                            | 2:15      |           |           |           |           |           |           |           |
| 2.        | Symptôme                          | 2:43      |           |           |           |           |           |           |           |
| 3.        | Juste une minute (feat. Rémy)     | 5:23      |           |           |           |           |           |           |           |
| 4.        | T'es bête ou quoi (feat. La Fève) | 2:23      |           |           |           |           |           |           |           |
| 5.        | Shooter (feat. Jey Brownie)       | 2:19      |           |           |           |           |           |           |           |
| 15:03     |                                   |           |           |           |           |           |           |           |           |

## Classement et certifications

### Certifications et ventes
| Pays          | Certification | Unités |
| ------------- | ------------- | ------ |
| France (SNEP) |               | 35 000 |